# Plou (França)
Plou é uma comuna francesa na região administrativa do Centre, no departamento Cher. Estende-se por uma área de 28,43 km². Em 2010 a comuna tinha 542 habitantes (densidade: 16,3 hab./km²).